# Circuito del aeropuerto Berlín-Tempelhof
El circuito del aeropuerto de Berlín-Tempelhof es un circuito urbano de la ciudad de Berlín, Alemania, en el distrito Tempelhof-Schöneberg, para disputar la octava fecha del campeonato 2015 de Fórmula E. Se conformará en la plataforma del aeropuerto y contará con una extensión de 2,46 km y 17 curvas y se efectuarán 17 giros en la carrera inaugural a efectuarse el 23 de mayo de 2015. Por motivos políticos, el circuito volverá al campeonato en la Temporada  2016-17 de Fórmula E sustituyendo al Circuito urbano de Berlín.

## Historia

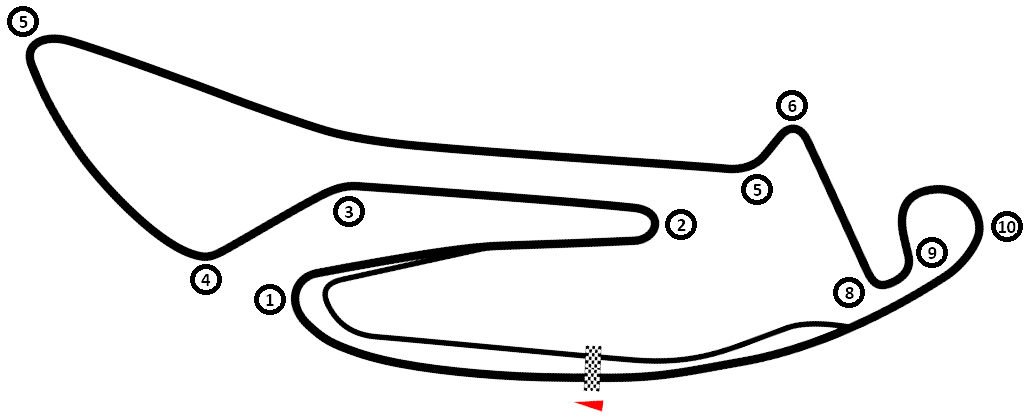
Trazado inverso (2020-2022)

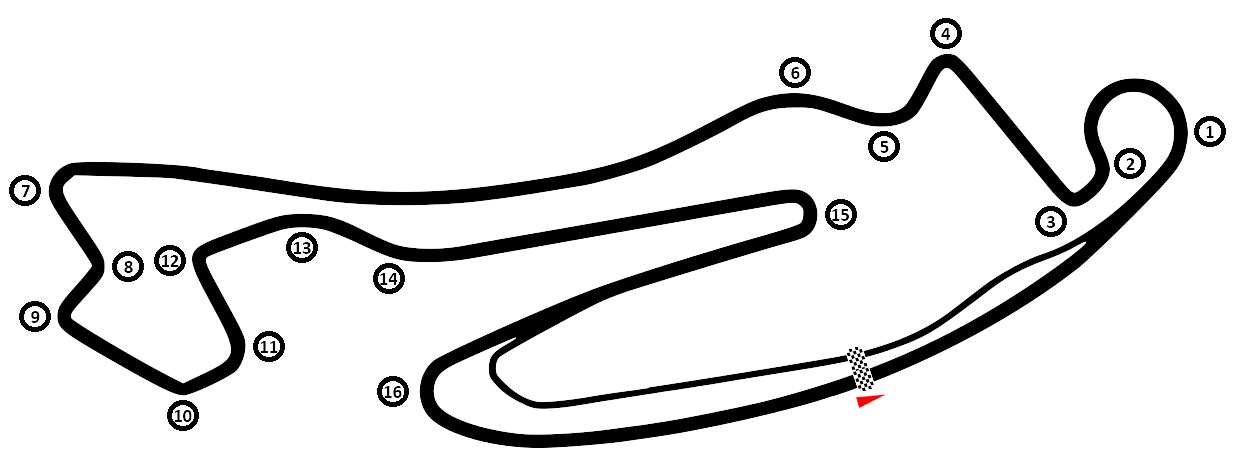
Trazado extendido (2020)

La pista en sentido antihorario de 2.469 km cuenta con 17 curvas y fue diseñada por Rodrigo Nunes. El conductor de Venturi, Nick Heidfeld, describió el circuito de la siguiente manera: "Parece que va a ser un circuito muy retorcido y desafiante con 17 curvas en menos de 2.5 km, y creo que los fanáticos van a tener una gran visibilidad donde sea que estén. Muchas curvas son rápidamente seguidas por la siguiente, lo que también muestra en parte que adelantar no será fácil, por otro lado, con tantas curvas seguidas entre sí es más fácil fallar y cometer un pequeño error, y luego el conductor que está detrás puede sacar provecho de esto. Las dos rectas más largas serán las mejores para adelantar y usar el FanBoost. Será crucial lograr un buen ritmo para lograr un buen número de vueltas y para aprender la pista rápidamente. También será interesante ver cómo se construye el circuito. Normalmente, en un circuito callejero, no hay escorrentía ni espacio para errores; pero en Berlín podría estar más abierto, permitiendo un poco más margen de error. El curso se realiza bajo el techo del toldo de la histórica terminal del aeropuerto de Tempelhof desde la curva 13 a la curva 14 y luego nuevamente durante la curva 17. Para la edición 2018 se decidió cambiar la configuración del circuito que se mantiene hasta la actualidad.

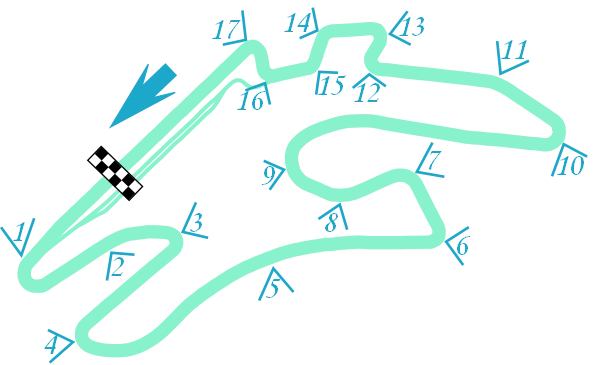
Trazado anterior (2015)

## Ganadores

### Jaguar I-Pace e-Trophy
| Año     | Piloto         | Escudería             | Fecha        |
| ------- | -------------- | --------------------- | ------------ |
| 2018-19 | Cacá Bueno     | Jaguar Brazil Racing  | 25 de mayo   |
| 2019-20 | Cacá Bueno     | Jaguar Brazil Racing  | 5 de agosto  |
| 2019-20 | Sérgio Jimenez | Jaguar Brazil Racing  | 6 de agosto  |
| 2019-20 | Sérgio Jimenez | Jaguar Brazil Racing  | 8 de agosto  |
| 2019-20 | Simon Evans    | Team Asia New Zealand | 9 de agosto  |
| 2019-20 | Simon Evans    | Team Asia New Zealand | 9 de agosto  |
| 2019-20 | Simon Evans    | Team Asia New Zealand | 12 de agosto |
| 2019-20 | Cacá Bueno     | Jaguar Brazil Racing  | 13 de agosto |